# 김진주 (신라)
김진주(金眞珠, ?~?)는 신라의 관리이다.

## 생애
639년, 사찬 관등인 그는 북원경(北原京)의 사신(仕臣)으로 임명되었으며, 659년에는 병부령(兵部令)이 되어 김유신을 보좌하며 백제 정벌에 참여했다.
백제 멸망 후인 661년에 고구려 정벌을 위해 대당장군(大幢將軍)으로 출정했지만, 662년 8월에 내사지성(內斯只城)에서 백제 유민들이 반란을 일으켰을 때 병을 이유로 출전하지 않자 국사(國事)를 게을리 했다며 그와 일족이 죽임을 당했다.